# شهرستان لوگان (ویرجینیای غربی)
شهرستان لوگان، ویرجینیای غربی (به انگلیسی: Logan County, West Virginia) یک سکونتگاه مسکونی در ایالات متحده آمریکا است که در ویرجینیای غربی واقع شده‌است.

## خصوصیات
شهرستان لوگان ۱٬۱۸۱٫۰۴ کیلومترمربع مساحت دارد.